# Elatine hungarica
Elatine hungarica är en slamkrypeväxtart som beskrevs av Gusztáv Gustáv von Moesz. Elatine hungarica ingår i släktet slamkrypor, och familjen slamkrypeväxter. Inga underarter finns listade i Catalogue of Life.

## Bildgalleri

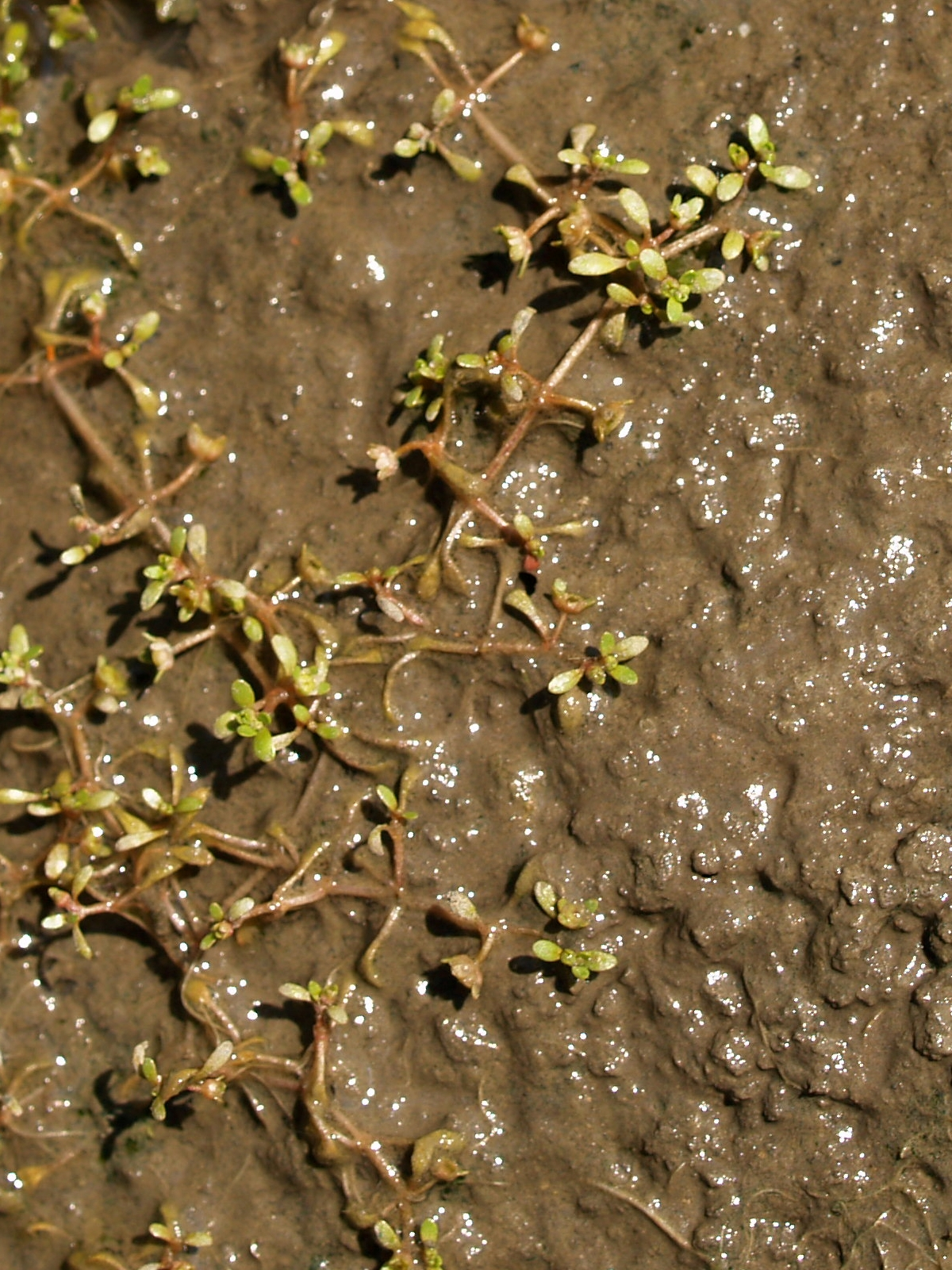